# Hydroporinae
Sous-famille
Les Hydroporinae sont une sous-famille d'insectes coléoptères de la famille des dytiscidés.

## Genres rencontrés en Europe
- Bidessus Sharp, 1882
- Coelambus Thomson, 1860
- Deronectes Sharp, 1882
- Graptodytes Seidlitz, 1887
- Hydroglyphus Motschulsky, 1853
- Hydroporus Clairville, 1806
- Hydrovatus Motschulsky, 1853
- Hygrotus Stephens, 1828
- Hyphydrus Illiger, 1802
- Nebrioporus Régimbart, 1906
- Oreodytes Seidlitz, 1887
- Porhydrus Guignot, 1945
- Scarodytes Des Gozis, 1914
- Stictotarsus Zimmermann, 1917
- Suphrodytes Des Gozis, 1914

## Liste des tribus et genres
Selon ITIS (8 août 2021) :
- tribu Bidessini Sharp, 1880
- tribu Hydroporini Aubé, 1836
- tribu Hydrovatini Sharp, 1880
- tribu Hygrotini Portevin, 1929
- tribu Hyphydrini Sharp, 1880
- tribu Laccornellini K. B. Miller and Bergsten, 2014
- tribu Laccornini Wolfe & Roughley, 1990
- tribu Methlini Branden, 1885
- tribu Pachydrini Biström, Nilsson and Wewalka, 1997
- tribu Vatellini Sharp, 1880

Genres non classés :
- genre Kuschelydrus Ordish, 1976
- genre Morimotoa Uéno, 1957
- genre Phreatodessus Ordish, 1976
- genre Typhlodessus Brancucci, 1985